# Frederic L. Paxson
Frederic Logan Paxson (Filadelfia, 23 febbraio 1877 – Berkeley, 24 ottobre 1948) è stato uno storico statunitense.

## Biografia
Nato a Filadelfia, nello Stato statunitense del Pennsylvania, fu presidente dell'Organizzazione degli storici americani. Ottenne una bachelor all'università di Pennsylvania e poi studiò all'università di Harvard, nel 1904 divenne docente all'Università del Colorado.
Autore di opere celebri per le quali ottenne nel 1925 il premio Pulitzer per la storia.